# 5347 Orestelesca
Az 5347 Orestelesca (ideiglenes jelöléssel (5347) 1985 DX2) a Naprendszer kisbolygóövében található aszteroida. Eleanor F. Helin fedezte fel 1985. február 24-én.